# 吉原商店街
吉原商店街（よしわらしょうてんがい）とは、静岡県富士市の吉原地区（旧・吉原市）に所在する商店街。

## 概要

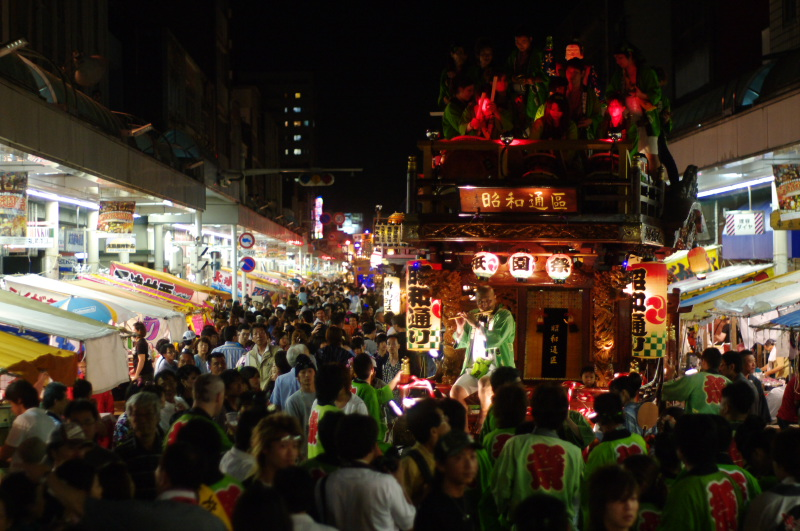
吉原祇園祭における吉原商店街

岳南鉄道の吉原本町駅の北を横切る東海道（県道171号）を北西に進んだ先にある、かつての吉原宿の宿場があった通りである「吉原本町通り」に形成されている商店街である。
6月には「吉原祇園祭」が、10月には「吉原宿宿場まつり」が、ここを会場として行われている。
商店街西方の南側には、当地に吉原宿が移転してきた天和2年（1682年）から営業しているとされる老舗旅館「鯛屋旅館」があり、2006年（平成18年）3月には、市の支援を受け、商店街に面する部分をかつての宿場風に改装し、「吉原本宿/本手打 鯛屋（そば処）」をオープンした。
また、商店街東端の北側には、ヤオハンビル跡地に2005年（平成17年）8月24日に竣工した、住居、商業施設、公共施設（コミュニティ放送Radio-f、富士市民活動センター）、駐車場などが一体となった複合ビル「ラクロス吉原」がある。

## 店舗

### 飲食店

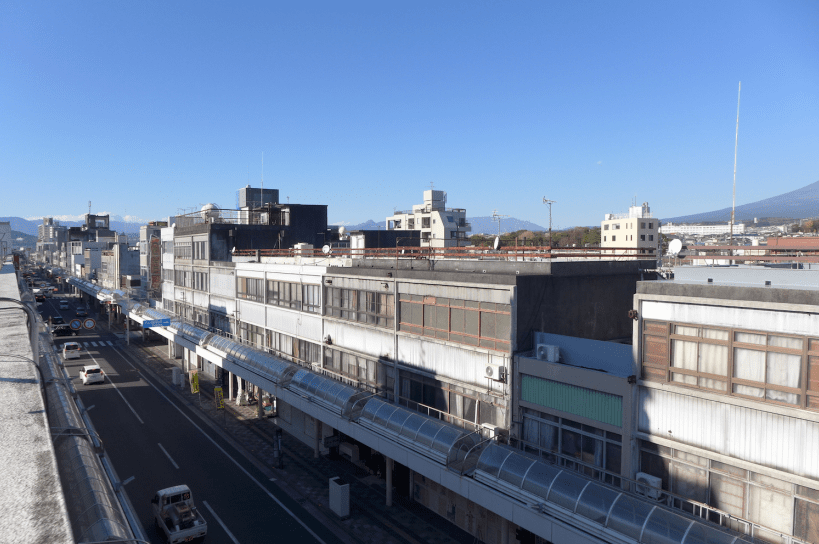
吉原商店街の防火建築街区

- 割烹 松葉楼/旬楽まつば（割烹料理/寿司）
- 本手打 鯛屋（そば）
- 唐揚げ十四番
- 七輪焼肉 朱々(しゅしゅ)
- Bird - old pizza house-（ピザ屋）
- トラットリア キクチ（イタリア料理）
- PaPa-Hemingway（レストラン）
- 飲み処 六軒町（居酒屋）
- 一丁目酒場 じょんごろ（居酒屋）
- かど屋のじょんごろ（居酒屋）
- Bar Double（バー）
- Kamileon Cafe 58（カフェ）
- Coffee Shopアドニス

### 食料品・土産物
- 南岳堂（和菓子）
- 中山豆店（甘納豆）
- シードルフィン（洋菓子）
- 杉山フルーツ（果物、デザート）
- 青果たけむら
- 肉の栗清(くりせい)
- 珍味のたぐち
- 酒のイチカワ
- 一茶園（静岡茶）
- トロニカ珈琲焙煎所
- 東海道 表富士（ギフトショップ）

### 衣料品
- AtelierAtelier Techi（衣装制作）
- 十一屋洋装店（制服、作業服）
- 吉原屋洋服店（紳士服）
- トンボヤ（衣料品）
- ヨコチ（レディース）
- レディースショップおのや（レディース）
- ブティック モード吉原（レディース）
- なかがわ（ランジェリーショップ）
- ツガミ靴店

### 日用品
- ライブシティーともえ（家電）
- ライフエレクトロニクス岳南（家電）
- ライフバケット ナイトウ/内藤金物店（キッチン用品/金物）
- メガネの博宝堂
- 太田屋時計店
- カワシマ（時計、宝飾、メガネ、補聴器）
- コットンマート（生地/裁縫品）
- ナカニシ毛糸店
- 友愛スポーツ（スポーツ用品）
- おもちゃのキムラ
- ニトーレコード（レコード店）
- 学進堂書店

### サービス
- NOBLE TOWN 富士店（理容室）
- ヘヤーヒーリングサロン FeeL（美容院）
- Personal GYM ATLED（トレーニングジム）
- ペットのお墓 石恵/内田石材
- 鯛屋旅館
- Radio-f（コミュニティFM）
- コミュニティf/富士市民活動センター

### 医療・薬局
- 医療法人社団勝優会 するがホームクリニック
- かたおか矯正歯科医院
- スズキ薬局
- 近藤薬局

### 銀行
- 静岡銀行 吉原支店
- 静岡中央銀行 吉原支店
- スルガ銀行 富士吉原支店

### タクシー・駐車場
- 平和タクシー
- 富士交通株式会社
- 虹いろーど パーキング
- ほんいちパーキング

## イベント
- 吉原祇園祭 - 6月
- 吉原宿宿場まつり - 10月